# Állati csetepata
Az Állati csetepata (eredeti cím: Волки и овцы: бееезумное превращение) 2016-os orosz 3D-s számítógépes animációs vígjáték–fantasy film, melyet Andrej Galat és Makszim Volkov rendezett.
A filmet Oroszországban 2016. április 28-án, Magyarországon pedig 2017. március 2-án mutatták be a mozikban.

## Cselekmény
Egy fiatal farkas, Szürke lehetőséget kap arra, hogy falkája új vezetője legyen. De gondtalan természete miatt ez a lehetőség meghiúsul, és még a barátnője sem bírja már elviselni. Szürke rájön, hogy változtatnia kell, ezért segítséget kér egy varázslótól. A nő teljesíti kívánságát, és Szürkét birkává változtatja. Így hát báránybőrbe bújt farkasként kell beilleszkednie a nem messze lévő báránytelepre, meg kell találnia a módját, hogy visszaváltozzon, és meg kell védenie új barátait a támadással fenyegető falkától.

## Szereplők
| Szereplő | Orosz hang             | Angol hang             | Magyar hang   |
| -------- | ---------------------- | ---------------------- | ------------- |
| Szürke   | Alexander Petrov       | Tom Felton             |               |
| Bianca   | Elizaveta Bojarszkaja  | Ruby Rose              | Peller Anna   |
| Magra    | Szergej Bezrukov       | Jim Cummings           | Király Attila |
| Ragear   | Andrej Barkudarov      | Rich Orlow             |               |
| Skinny   | Jurij Taraszov         | Thomas Ian Nicholas    |               |
| Hobbler  | Jurij Mensagin         | Lex Lang               |               |
| Sarabi   | Kszenija Bolsakova     | Anne Hathaway          |               |
| Leah     | Ekatyerina Afrikantova | Emily Bauer            |               |
| Lyra     | Katya Iowa             | China Anne McClain     |               |
| Ziko     | Jurij Galcev           | Ross Marquand          | Fekete Zoltán |
| Moz      | Diomid Vinogradov      | Peter Linz             | Szabó Máté    |
| Belgour  | Nyikita Prozorovszkij  | Tyler Bunch            |               |
| Shia     | Jekatyerina Szemenova  | Alyson Leigh Rosenfeld |               |
| Xavi     | Irina Vilenkina        | Sarah Natochenny       |               |
| Ike      | Eduard Dvinszkik       | Marc Thompson          |               |
| Louis    | Dmitrij Filimonov      | J.B. Blanc             |               |
| Mami     | Tatjana Sitova         | Jennie Grace           | Zakariás Éva  |